# Stegnamminidae
Stegnamminidae es una familia de foraminíferos bentónicos de la superfamilia Saccamminoidea, del suborden Saccamminina y del orden Astrorhizida. Su rango cronoestratigráfico abarca desde el Ordovícico hasta la Actualidad.

## Discusión
Clasificaciones previas hubiesen incluido Stegnamminidae en la superfamilia Astrorhizoidea, así como en el suborden Textulariina del orden Textulariida.

## Clasificación
Stegnamminidae incluye a las siguientes subfamilias y géneros:
- Subfamilia Amphifenestrellinae
  - Amphifenestrella
- Subfamilia Hemisphaerammininae
  - Hemisphaerammina
  - Fairliella
  - Sorosphaerella †
- Subfamilia Stegnammininae
  - Anictosphaera †
  - Blastammina †
  - Bykovaeina †
  - Ceratammina †
  - Gastroammina †
  - Luekatiella †
  - Pseudastrorhiza †
  - Raibosammina †
  - Spiculosiphon
  - Stegnammina †
  - Storthosphaera
  - Thekammina †
  - Thuramminoides †

Otros géneros asignados a Stegnamminidae y actualmente clasificados en otras familias son:
- Ammopemphix de la subfamilia Hemisphaerammininae, ahora en la familia Lacustrinellidae
- Amphicervicis † de la subfamilia Hemisphaerammininae, ahora en la familia Saccamminidinae
- Atelikamara † de la subfamilia Hemisphaerammininae, ahora en la familia Diffusilinidae
- Colonammina † de la subfamilia Hemisphaerammininae, ahora en la familia Saccamminidae
- Iridia de la subfamilia Hemisphaerammininae, ahora en la familia Saccamminidae
- Jascottella † de la subfamilia Hemisphaerammininae, ahora en la familia Saccamminidae
- Lacustrinella de la subfamilia Hemisphaerammininae, ahora en la familia Lacustrinellidae
- Patellammina de la subfamilia Hemisphaerammininae, ahora en la familia Lacustrinellidae
- Mesammina †, ahora en la familia Saccamminidae
- Saccamminis † de la subfamilia Hemisphaerammininae, ahora en la familia Polysaccamminidae
- Scyphocodon † de la subfamilia Hemisphaerammininae, ahora en la familia Saccamminidae
- Sorostomasphaera † de la subfamilia Hemisphaerammininae, ahora en la familia Lacustrinellidae
- Tholosina de la subfamilia Hemisphaerammininae, ahora en la familia Saccamminidae
- Webbinelloidea † de la subfamilia Hemisphaerammininae, ahora en la familia Lacustrinellidae

Otro género considerado en Stegnamminidae es:
Otros géneros considerados en Stegnamminidae son:
- Iridiella de la Subfamilia Hemisphaerammininae, aceptado como Hemisphaerammina
- Titanopsis de la Subfamilia Stegnammininae, aceptado como Storthosphaera